# 20 złotych 1979 Międzynarodowy rok dziecka
20 złotych 1979 Międzynarodowy rok dziecka – okolicznościowa moneta dwudziestozłotowa, wprowadzona do obiegu 26 stycznia 1979 r. zarządzeniem z 4 stycznia 1979 r. (M.P. z 1979 r. nr 1, poz. 8), wycofana z dniem denominacji z 1 stycznia 1995 r., rozporządzeniem prezesa Narodowego Banku Polskiego z dnia 18 listopada 1994 r. (M.P. z 1994 r. nr 61, poz. 541).
Monetę wybito z okazji międzynarodowego roku dziecka, którym ogłoszono rok 1979.

## Awers
W na tej stronie monety umieszczono godło – orła bez korony, pod łapą znak mennicy w Warszawie, poniżej duże cyfry 20, pod nimi napis „ZŁOTYCH”, dookoła napis „POLSKA RZECZPOSPOLITA LUDOWA 1979”.

## Rewers
Na tej stronie monety znajduje się grupka czterech dzieci trzymających się za ręce i tworzących okrąg, dookoła napis „MIĘDZYNARODOWY ROK DZIECKA”.

## Nakład
Monetę bito w Mennicy Państwowej, w miedzioniklu, na krążku o średnicy 29 mm, masie 10,15 grama, z rantem ząbkowanym, w nakładzie 2 006 700 sztuk, stemplem zwykłym, według projektu Józefa Markiewicza-Nieszcza.
Na początku lat 90. XX w. w ramach emisji zestawów rocznikowych monet PRL z lat 1979, 1980, 1981, 1982, 1986, 1987, 1988, 1989, 1990, w Mennicy Państwowej wybito ponownie tę monetę, tym razem stemplem lustrzanym, w nakładzie 5000 sztuk.

## Opis
Moneta jest jedną z siedmiu dwudziestozłotówek okolicznościowych bitych w latach 1974–1980.
Jej średnica, masa, metal, rant są identyczne z jakimi bito dwudziestozłotówki powszechnego obiegu w latach 1973–1983.
W latach siedemdziesiątych dwudziestego wieku monetę można było czasami spotkać w obrocie pieniężnym.
W pierwszej połowie XXI w. moneta nazywana jest czasami przez kolekcjonerów „20 złotych Rok Dziecka”. 

## Powiązane monety
W serii monet próbnych kolekcjonerskich, z tymi samymi wzorami awersu i rewersu, została wybita dwudziestozłotówka w srebrze, w nakładzie 4200 sztuk.

## Wersje próbne
Istnieje wersja tej monety należąca do serii próbnej w niklu z wypukłym napisem „PRÓBA”, wybita w nakładzie 500 sztuk oraz wersja próbna technologiczna, z wypukłym napisem „PRÓBA”, w miedzioniklu, w nakładzie 100 sztuk.
W serii monet próbnych technologicznych z datą 1979 i awersem monety obiegowej 20 złotych wzór 1974 Marceli Nowotko, wybito monetę z tym samym rewersem co dwudziestozłotówka okolicznościowa międzynarodowy rok dziecka, w nakładzie 100 sztuk.